# Rijavec
Rijavec je priimek več znanih Slovencev:
- Andrej Rijavec (*1937), muzikolog, univ. profesor, glasbeni kritik
- Christian Rijavec (*1972), avstrijski alpski smučar postega sloga slovenskega rodu
- Cvetana Rijavec (*1953), gospodarstvenica in političarka
- Damaz Rijavec (1913—1998), kapucin, profesor teologije v Benetkah
- Gianni Rijavec (*1962), pevec in skladatelj zabavne glasbe, TV-voditelj
- Ivan Rijavec (1887—1956), narodni gospodarstvenik - bančnik (Gorica)
- Ivan Rijavec (1905—1980), glasbeni pedagog in zborovodja
- Josip Rijavec (1880—1959), koncertni in operni tenorist, pevski pedagog
- Josip Rijavec (1904—1971), bibliotekar, oficir, publicist in diplomat
- Julijana (Lija) Rijavec (*1926), geologinja, paleontologinja
- Jure Rijavec (*1971), balinar
- Leo Rijavec (*1939), biolog, ihtiolog, oceanograf
- Marija Rijavec, klavirska pedagoginja
- Mario Rijavec (1921—2006), dirigent, skladatelj in jazz-aranžer
- Marko Rijavec (*1982), pastoralni teolog, župnik v Idriji, pesnik, publicist
- Matija Rijavec, biolog
- Miha Rijavec, polkovnik SV
- Milan Rijavec (1922—2018), slikar in pedagog
- Mirko Rijavec (1910—1987), rimskokatoliški duhovnik, misijonar, publicist
- Nataša Rijavec Bartha, TV novinarka, urednica
- Petja Rijavec (*1971), pisateljica (PR-ovka)
- Robert Rijavec, gradbeni inženir, prometni strokovnjak (dr.)
- Sandra Rijavec, saksofonistka
- Štefan Rijavec (1908—1941), član organizacije TIGR in partizan
- Venceslav Rijavec (1922—2001), misijonar v Ekvadorju
- Veronika Rijavec Pobežin, bibliotekarka
- Vesna Rijavec (*1958), pravnica, univ. profesorica za civilno pravo in postopke
- Vladimir Rijavec (1913—1990), scenograf